# Vol South African Airways 406
Le vol South African Airways 406 était un vol régulier de passagers reliant l'aéroport de Port Elizabeth à l'aéroport international Jan Smuts via l'aéroport d'East London et l'aéroport de Bloemfontein. Le 13 mars 1967, il s’écrasa dans la mer à l'approche d’East London, en Afrique du Sud. La totalité des 25 passagers et membres d'équipage présent à bord furent tués. Le rapport d'enquête de l’accident spécula, sans preuve à l'appui, que le pilote de l'avion avait eu une crise cardiaque pendant l'approche et que le copilote avait été incapable de reprendre le contrôle de l'avion.